# Жужелица восхитительная
Жужелица восхитительная (лат. Carabus imperialis) — вид жуков-жужелиц из подсемейства собственно жужелиц. Длина тела около 25 мм.

## Описание
Длина тела составляет 24—33 мм. Передний отдел тела темно-синий, крылья перламутровые зеленые, усики, ноги и брюхо черного цвета.

## Ареал
В России данный вид встречается в окрестностях Барнаула. В Казахстане найден в окрестностях Усть-Каменогорска, Новой Бухтармы, Рахмановских Ключей, на Калбинском хребте, в Зыряновском и Уланском районах Восточно-Казахстанской области. По-видимому, лесной вид.

## Охрана
Вид занесен в Красную книгу Казахстана.